# يوشيوكا تاتسويا
يوشيوكا تاتسويا (باليابانية: 吉岡達也؛ بالكانا: よしおか たつや) هو صحفي ياباني، ولد في 1960 في أوساكا في اليابان.